# Las maravillosas desventuras de Flapjack
Las maravillosas desventuras de Flapjack (The Marvelous Misadventures of Flapjack en inglés) es una serie animada producida por Cartoon Network, creada por Thurop Van Orman, quien trabajó en otras series como Camp Lazlo y The Grim Adventures of Billy & Mandy. La serie se estrenó el 5 de junio de 2008 en Cartoon Network (Estados Unidos), el 6 de noviembre del 2008 en Cartoon Network Latinoamérica y en 2009, fue estrenada en España.
La serie fue cancelada poco después de que el director creativo (J. G. Quintel) y dos de los escritores y storyboarders (Pendleton Ward y Alex Hirsch) renunciaron para hacer sus propias series, Regular Show, Adventure Time y Gravity Falls respectivamente. Años más tarde, otro de los escritores y storyboarders de la serie, Patrick McHale, creó la miniserie Over the Garden Wall.

## Argumento
Flapjack es un niño de nueve años, criado por una ballena parlante llamada Bubbie, ambos llevan una vida tranquila hasta que deben rescatar a un pirata llamado Capitán K'nuckles (Capitán Muñón en España y Capitán Nudillos en Hispanoamérica), y él le cuenta a Flapjack sobre Candy Island (Isla Dulce en España, Isla Acaramelada en Hispanoamérica). Flapjack busca aventuras que vivir junto al capitán K'nuckles, el cual solo busca aprovecharse de lo que pueda para conseguir caramelos y un billete de ida a Candy Island, y Bubbie se encarga de ser la voz de la razón en todas sus extrañas aventuras y desventuras.
Estos tres personajes pasan la mayoría de su tiempo en Puerto Borrascoso (Bahía Tormentosa en Hispanoamérica), donde comen chuches y caramelos en el Barril de caramelos, buscan aventuras y se meten en líos con los demás habitantes del puerto.

## Personajes

### Principales
- Flapjack: Es un niño de aproximadamente nueve años. Sus dos mejores amigos son: el Captain K'nuckles (Capitán Muñón en España, Capitán Nudillos en Hispanoamérica) y Bubbie, una ballena parlante, los cuales llenan su cabeza con opiniones contradictorias sobre lo que está bien y lo que está mal; y él las acepta todas sin cuestionarlas aunque a veces al ponerlas en práctica confunda a ambos. Bubbie alega que la mejor manera de enfrentarse a un enemigo es haciéndolo tu amigo mientras que el Capitán K'nuckles opina que lo mejor es esperar a que se dé la vuelta y atacarlo por la espalda o salir corriendo. Flapjack cree en ambas ideas con todo el corazón y siempre las pone en práctica. Siempre está buscando aventura con sus amigos siguiendo las indicaciones de K'nuckels. Su objetivo es encontrar Candy Island y vivir cuantas más aventuras mejor. Es fiel a sus amigos y no los cambiaría por nada. Está enamorado de Sally Syrup.
- Captain K'nuckles: (Capitán Muñón en España, Capitán Nudillos en Hispanoamérica) es la maldición del mar, el terror de la marea. Alega ser un imparable sinvergüenza del mar y el pirata más grande que el mundo haya conocido. Sin embargo, los residentes de Puerto Borrascoso lo ven como un torcido holgazán y un mentiroso compulsivo. Sus historias exageradas son mentiras obvias para todos menos para Flapjack. Detrás de ese duro exterior, tiene un lado sensible y Flapjack es su único amigo. Huele mal y las extremidades de su cuerpo han sido reemplazadas por piezas de madera (brazos, manos y trasero).
- Bubbie: A Bubbie no le encanta el peligro, ni el Capitán K'nuckles. Su felicidad se basa en proteger a Flapjack como una madre (incluso muchas veces se refiere a él como «su bebé»), manteniéndolo en paz y tranquilo. Para ella, emoción y peligro no son riesgos necesarios. Es tan cautelosa con lo desconocido que ni siquiera se atreve a ir debajo del agua (a pesar de ser una ballena). Su idea de diversión es acurrucarse con Flapjack para disfrutar la puesta del sol o en un episodio ella y Flapjack estaban jugando a llamar a un pez cada uno por su parte para ver de quién quiere ser amigo. Bubbie siempre está ansiosa por señalar los huecos de las historias del Capitán K'nuckles para que Flapjack descubra el falso que es, pero Flapjack solo puede ver su gloria y aventuras.

### Personajes secundarios
- Camarero Larry: Es el camarero del barril de caramelos, está casado con la mujer de caramelo. Le gusta contar chistes malos a sus clientes, comprarle joyas a su mujer. Aunque no es malo, en varios capítulos se ha aprovechado de Flapjack y K'nuckles para vender más caramelos.
- Doctor Barbero: Es el médico y peluquero de Puerto Borrascoso. Su verdadero nombre es Julius Barbero, pero se cambió de nombre a Doctor para poder ejercer la medicina. Siempre intenta practicar alguna cirugía a sus clientes, aunque no sea necesarias o peligrosas. En un capítulo es el único que sabe que Flapjack es un chico y no una chica, aunque le hace dos cirugías para cambiarle la voz y le da una de sus patillas para que la use como bigote. Su madre vive en uno de los cajones de su tienda.
- Sally Syrup: Es una niña que vende caracolas de la cual Flapjack queda enamorado. Aparece en el episodio "El insecto del amor" y en "El regreso de Sally Syrup".

## Reparto
| Personaje                                 | Voz original ( Estados Unidos, Inglés)                                                 | Actor de doblaje · ( España)                                   | Actor de doblaje · ( Venezuela, Hispanoamérica)   |
| ----------------------------------------- | -------------------------------------------------------------------------------------- | -------------------------------------------------------------- | ------------------------------------------------- |
| Flapjack                                  | Thurop Van Orman                                                                       | Darío García (temp. 1) Adrián Viador (desde temp. 2)           | Eder La Barrera                                   |
| Captain K'nuckles                         | Brian Doyle-Murray                                                                     | Roberto Encinas                                                | Juan Guzmán                                       |
| Bubbie                                    | Roz Ryan                                                                               | Yolanda Pérez Segoviano                                        | Ivette García                                     |
| Pippermint Larry/Inventor(es) Larry Menta | Jeff Bennett                                                                           | José Escobosa Roberto Cuenca Rodríguez,J.R. Luis Fernando Ríos | Héctor Indriago José Granadillo                   |
| Doctor Barbero                            | Steve Little                                                                           | José Escobosa                                                  | Carlos Vitale                                     |
| Doña Insoportable                         | Daran Norris                                                                           | Miriam Valencia                                                | Edylu Martínez (inicio) Elena Díaz Toledo (resto) |
| Lolly Pudek                               | Steve Little                                                                           | Nacho Aramburu                                                 | Roger Eliud López                                 |
| Lady Nickelbotom                          | Jeff Bennet                                                                            | Elena Palacios                                                 | Lileana Chacón                                    |
| Srta. Leading                             | Antoinette Spolar (1.er cap.) Grey DeLisle (temp. 2, cap. 18) Jackie Buscarino (resto) | Blanca Rada                                                    | Rebeca Aponte                                     |
| Narración                                 | N/A                                                                                    | Juan Carlos Lozano                                             | Héctor Indriago                                   |

### Voces adicionales (España)
- Dirección de doblaje: Mayte Torres
- Estudio de doblaje: SOUNDUB (Madrid, Barcelona, Santiago)

- Sergio García Marín
- Carlos Ysbert
- Mayte Torres
- Blanca Rada
- Roberto Encinas
- Abraham Aguilar
- Miriam Valencia
- Adrián Viador
- Juan Carlos Lozano
- Elena Palacios
- Sara Polz
- Nacho Aramburu
- Albert Medina
- Félix Alcocea
- Ángel Coomonte

### Voces adicionales (Hispanoamérica)
- Estudio de doblaje: Etcétera Group Caracas, Venezuela
- Doblaje al español producido por Turner International Argentina
- Johnny Torres - Chistin Mckale
- Joel González - Payaso
- José Granadillo - Charles / Ben Boozle / El hombre de negocios
- Luis Miguel Pérez - El Profesor (hermano del Inventor) / Puilluelo Oliver
- Rebeca Aponte - Sirena
- Gonzalo Fumero - Kid Níckel
- Paolo Campos - Lord Reidor
- María José Estévez - Sally Sirope
- Karina Parra
- Yensi Rivero
- Guillermo Martínez - Don Nickelbotom / Arpía del tranvía

## Producción
De niño, el creador del programa, Van Orman, vivió en Panama City (Florida), y "solía fantasear con vivir cerca del muelle y tener aventuras todo el tiempo". Cuando tenía 13 años, su familia se mudó a Utah, pero Van Orman seguía soñando con aventuras. Trabajó como conserje después de la escuela, ahorrando dinero para un boleto de avión de regreso a Florida. Allí, empacó algo de arroz y papas y remó en una tabla de surf hasta Shell Island. Planeó vivir de erizos de mar e "incluso arponeó una manta raya", pero las cosas pronto se torcieron. Finalmente, sufrió quemaduras solares graves y comenzó a morir de hambre. Regresó al continente, pero más tarde lo intentó de nuevo: "se fue a México y vivió en las selvas y se encontró comiendo de los contenedores de basura". Orman se tomó sus fracasos con calma, atribuyéndose todas estas malas circunstancias a "parte de la aventura".
Entre las influencias de Van Orman se encuentran Gary Larson, Jim Henson, Stephen Hillenburg e incluso su antiguo jefe Craig McCracken. Van Orman era muy conocido por su trabajo en otros programas de Cartoon Network, como The Powerpuff Girls, The Grim Adventures of Billy & Mandy y Camp Lazlo.
La canción temática original extendida del programa se usó solo una vez, para un especial musical titulado 'All Hands On Deck'. El cantante de Modest Mouse, Isaac Brock, un fanático de la serie, prestó su voz para la versión del especial.
Van Orman intentó presentar el concepto a Cartoon Network en 2001. Creó un cortometraje e incorporó muchos de los favoritos de la infancia, con inspiración visual de novelas de aventuras más antiguas. Su primer lanzamiento fue rechazado, pero recibió muchos comentarios y volvió a presentar el concepto en 2003.
La serie trabajó con Screen Novelties para producir las partes en stop-motion y las tarjetas de título del programa.
Paul Reubens fue seleccionado originalmente para ser la voz de Flapjack, pero cuando Reubens no se presentó a ninguna sesión de grabación, el propio Van Orman decidió darle voz a Flapjack.
La serie finalizó el 31 de agosto de 2010, después de 3 temporadas, 46 episodios de media hora y 91 segmentos de episodios. El episodio final, titulado "Fish Out of Water", se centró en Flapjack y K'nuckles convirtiéndose en peces debido a que comieron demasiados dulces y, al final del episodio, apareció el creador Thurop Van Orman y su hijo Leif Van Orman, quienes interpretaron versiones en acción real de Flapjack y K'nuckles después de que una vez más comieron demasiados dulces. También apareció una versión en acción real de Bubbie.

## Recepción
En su libro The Encyclopedia of American Animated Television Shows, David Perlmutter consideró a Flapjack como "una serie ingeniosamente producida y divertida que nunca obtuvo la difusión ni el respeto que merecía. El creador Van Orman combinó su pasión de toda la vida por el mar con un universo de estilo steampunk de diseño único que recordaba la tecnología y la ambigüedad moral inherentes a los medios del siglo XIX, tal como se refleja en muchas narrativas de ficción de esa época".
La periodista Melissa C. de Game Rant elogió el programa y afirmó: "Las maravillosas desventuras de Flapjack fue creativo, divertido y estéticamente agradable. Debería haber tenido al menos algunas temporadas más. Su legado sigue vivo gracias a los programas que inspiró. Si se hicieran nuevos episodios hoy, posiblemente con más elementos de acción en vivo, rivalizaría con cualquier programa al que se enfrentara".

### Impacto en la industria
Varios ex artistas de guiones gráficos y miembros del equipo de producción que trabajaron en Las maravillosas desventuras de Flapjack han creado sus propios programas, incorporando gran parte del humor y el surrealismo de la serie antes mencionada. Estos incluyeron a Pendleton Ward (un ex escritor y artista de guiones gráficos que creó Adventure Time), J. G. Quintel (un ex director creativo y artista de guiones gráficos que creó Regular Show), Alex Hirsch (un ex escritor y artista de guiones gráficos que creó Gravity Falls) y Patrick McHale (un ex escritor y artista de guiones gráficos que creó Más allá del jardín). Estos programas también tuvieron miembros del equipo que luego crearon sus propios programas, creando lo que muchos llaman la "familia de dibujos animados Flapjack".

### Premios
| Año  | Premio                 | Categoría                                      | Nominado(s)                                            | Resultado  | Ref.   |
| ---- | ---------------------- | ---------------------------------------------- | ------------------------------------------------------ | ---------- | ------ |
| 2009 | Premios Golden Reel    | Mejor edición de sonido: animación televisiva  |                                                        | Nominación | [ 10 ] |
| 2009 | Premios Primetime Emmy | Logro individual destacado en animación        | Chris Roszak (por "Sea Legs")                          | Ganador    | [ 11 ] |
| 2010 | Premios Annie          | Mejor producción televisiva animada para niños |                                                        | Nominación | [ 12 ] |
| 2010 | Premios Annie          | Mejor dirección en una producción televisiva   | John Infantino y J. G. Quintel (por "Candy Cassanova") | Nominación | [ 12 ] |
| 2010 | Premios Primetime Emmy | Excelente programa animado de formato corto    | Para "Tee Hee Tummy Tums"                              | Nominación |        |